# Monoporus floribundus
Monoporus floribundus är en viveväxtart som beskrevs av Carl Christian Mez. Monoporus floribundus ingår i släktet Monoporus och familjen viveväxter. Inga underarter finns listade i Catalogue of Life.